# Serie numismática La Mujer en el Proceso de Independencia del Perú
La Mujer en el Proceso de Independencia del Perú es una serie numismática del sol peruano puesta en circulación por el Banco Central de Reserva del Perú a partir del 30 de diciembre de 2020. La colección consta de tres monedas alusivas a las heroínas Toledo, Brígida Silva de Ochoa y María Parado de Bellido, rindiendo tributo a la imagen e historia de mujeres patriotas peruanas que lucharon de diversas formas e incluso entregaron su vida para lograr la independencia del Perú.

## Características
En el anverso se observa el Escudo de Armas del Perú rodeado de la leyenda "Banco Central de Reserva del Perú", el año de acuñación y un polígono inscrito de ocho lados que forma el filete de la moneda. En el reverso se observa la imagen del personaje a tratar, un diseño geométrico de líneas verticales y la marca de la Casa Nacional de Moneda. Al lado izquierdo la frase "Bicentenario 1821-2021", la denominación en número y el nombre de la unidad monetaria. Al lado de la denominación se aprecia el isotipo del Bicentenario como símbolo de la serie y en la parte superior se muestra el nombre del personaje.

## Monedas de la serie
| Serie Numismática "La Mujer en el Proceso de Independencia del Perú" | Serie Numismática "La Mujer en el Proceso de Independencia del Perú" | Serie Numismática "La Mujer en el Proceso de Independencia del Perú" | Serie Numismática "La Mujer en el Proceso de Independencia del Perú" |
| Orden                                                                | Imagen                                                               | Emisión                                                              | Personaje                                                            |
| -------------------------------------------------------------------- | -------------------------------------------------------------------- | -------------------------------------------------------------------- | -------------------------------------------------------------------- |
| 1°                                                                   |                                                                      | 30 de diciembre de 2020                                              | Heroínas Toledo                                                      |
| 2°                                                                   |                                                                      | 30 de diciembre de 2020                                              | Brígida Silva de Ochoa                                               |
| 3°                                                                   |                                                                      | 30 de diciembre de 2020                                              | María Parado de Bellido                                              |